# Sur lie
Albums de Mari Hamada
Elan
(26 oct. 2005) Aestetica
(17 février 2010)
Compilations par Mari Hamada
Reflection (...)
(23 juillet 2008)
Sur Lie (シュール・リー, écrit en minuscules : sur lie) est le 19e album original de Mari Hamada, sorti en 2007.

## Présentation
L'album sort le 21 mars 2007 au Japon sur le label Tri-m de Tokuma Japan Communications, un an et demi après le précédent album original de la chanteuse, Elan. Il atteint la 93e place du classement des ventes de l'Oricon, et reste classé pendant une semaine.
L'album est écrit et produit par Mari Hamada elle-même, et contient dix chansons, majoritairement composées et arrangées par elle ou son compositeur habituel Hiroyuki Ohtsuki ; pour la première fois depuis 22 ans, aucune des chansons de l'album ne sort en single. Certaines sont enregistrées aux États-Unis avec des musiciens américains ayant déjà collaboré précédemment avec la chanteuse (Michael Landau, Leland Sklar) ; les autres sont enregistrées au Japon avec des musiciens japonais dont Ohtsuki et le batteur d'Anthem Hirotsugu Homma.

## Liste des titres
Toutes les paroles sont écrites par Mari Hamada ; toutes les musiques sont co-arrangées par Mari Hamada.
| CD    | CD                      | CD                            | CD               | CD    | CD | CD | CD | CD | CD |
| No    | Titre                   | Musique                       | Co-arrangements  | Durée |    |    |    |    |    |
| ----- | ----------------------- | ----------------------------- | ---------------- | ----- | -- | -- | -- | -- | -- |
| 1.    | Heartbeat away from you | Mari Hamada                   | Takuya Iijima    | 6:06  |    |    |    |    |    |
| 2.    | Lucky Star              | Mari Hamada                   | Hiroyuki Ohtsuki | 4:41  |    |    |    |    |    |
| 3.    | Sail Against the Wind   | Hiroyuki Ohtsuki              | Hiroyuki Ohtsuki | 4:33  |    |    |    |    |    |
| 4.    | Blue Water              | Takuya Iijima                 | Takuya Iijima    | 6:15  |    |    |    |    |    |
| 5.    | Ruten-no-toki           | Mari Hamada, Hiroyuki Ohtsuki | Hiroyuki Ohtsuki | 4:37  |    |    |    |    |    |
| 6.    | Surrender               | Mari Hamada                   | Hiroyuki Ohtsuki | 5:11  |    |    |    |    |    |
| 7.    | Never Be the Same       | Hiroyuki Ohtsuki              | Hiroyuki Ohtsuki | 5:21  |    |    |    |    |    |
| 8.    | Expectations            | Hiroyuki Ohtsuki              | Hiroyuki Ohtsuki | 5:37  |    |    |    |    |    |
| 9.    | Love Creatures          | Takanobu Masuda               | Takanobu Masuda  | 5:34  |    |    |    |    |    |
| 10.   | Evergrace               | Mari Hamada                   | Yoichi Fujii     | 5:32  |    |    |    |    |    |
| 53:32 |                         |                               |                  |       |    |    |    |    |    |

## Musiciens
Aux USA
- Guitare : Michael Landau
- Basse : Leland Sklar
- Batterie : Gregg Bissonette

Au Japon
- Guitare : Hiroyuki Ohtsuki (大槻啓之?), Takashi Masuzaki (増崎孝司?) (du groupe Dimension)
- Basse : Kaoru Ohori (大堀薫?)
- Claviers : Takanobu Masuda (増田隆宣?), Yuichi Matsuzaki (松崎雄一?)
- Batterie : Hirotsugu Homma (本間大嗣?) (du groupe Anthem)